# Poděbradský seniorát
Poděbradský seniorát je seniorát Českobratrské církve evangelické, zahrnuje evangelické sbory ve středních Čechách v Polabí.
V jeho čele stojí senior Martin Fér, farář v Poděbradech, a seniorátní kurátor Tomáš Fér a jejich náměstci Ondřej Zikmund a Dagmar Férová.
Jako seniorátní farářka působí Miloslava Hofmanová.
Rozloha seniorátu je 4638 km², zahrnuje 18 sborů a 14 kazatelských stanic, které mají dohromady 3150 členů (k 31. 12. 2022).